# NorNed

Situation

NorNed est une installation sous-marine de transmission d'électricité en courant continu à haute tension (HVDC) reliant le village de Feda au sud de la Norvège et le port d'Eemshaven aux Pays-Bas. Elle a été installée en décembre 2007 et mise en service le 6 mai 2008. Avec 580 km, NorNed est le câble électrique sous-marin le plus long au monde.

## Technique
NorNed, dont la capacité est de 700 MW, relie les réseaux de courant alternatif des deux pays (300 kV CA en Norvège et 380 kV CA aux Pays-Bas). Le câble HVDC transporte du courant continu haute tension. Il parcourt 580 km et a été posé par tronçon de 70 km ; un mètre de câble a une masse d'environ 50 kg. Les extrémités des câbles ont été épissées en mer.
Il se compose lui-même de deux câbles (dont le noyau conducteur est en cuivre), chacun d'une tension de +/- 450 kV. Le système d'isolation, à base de cellulose imbibée d'huile, a été particulièrement soigné : le courant ne peut pas passer dans la mer et la perte ne dépasse pas 3,7 %.
NorNed Transmission Project est un projet de coopération entre deux sociétés de service public nationales, Statnett en Norvège et TenneT aux Pays-Bas.
Grâce à NorNed, les réductions d'émission de CO2 sont considérables car estimées à presque 1,7 million de tonnes par an. En effet, le fonctionnement des nombreuses centrales électriques alimentées au charbon des Pays-Bas se fait désormais à un niveau de rendement moins fluctuant.
Chaque station de conversion, située à l'extrémité du câble, comprend quatre transformateurs, deux réactances de lissage et un redressement à thyristors à 12 impulsions. Chaque transformateur a une puissance de 240 MVA et une masse totale de 415 tonnes (dont 130 tonnes d'huile).
La société suédoise ABB Karlskrona a fabriqué près de 380 km du câble, la société française Nexans construisant les 200 autres kilomètres.
La durée de vie du câble est estimée à 40 ans.